# لوزيات

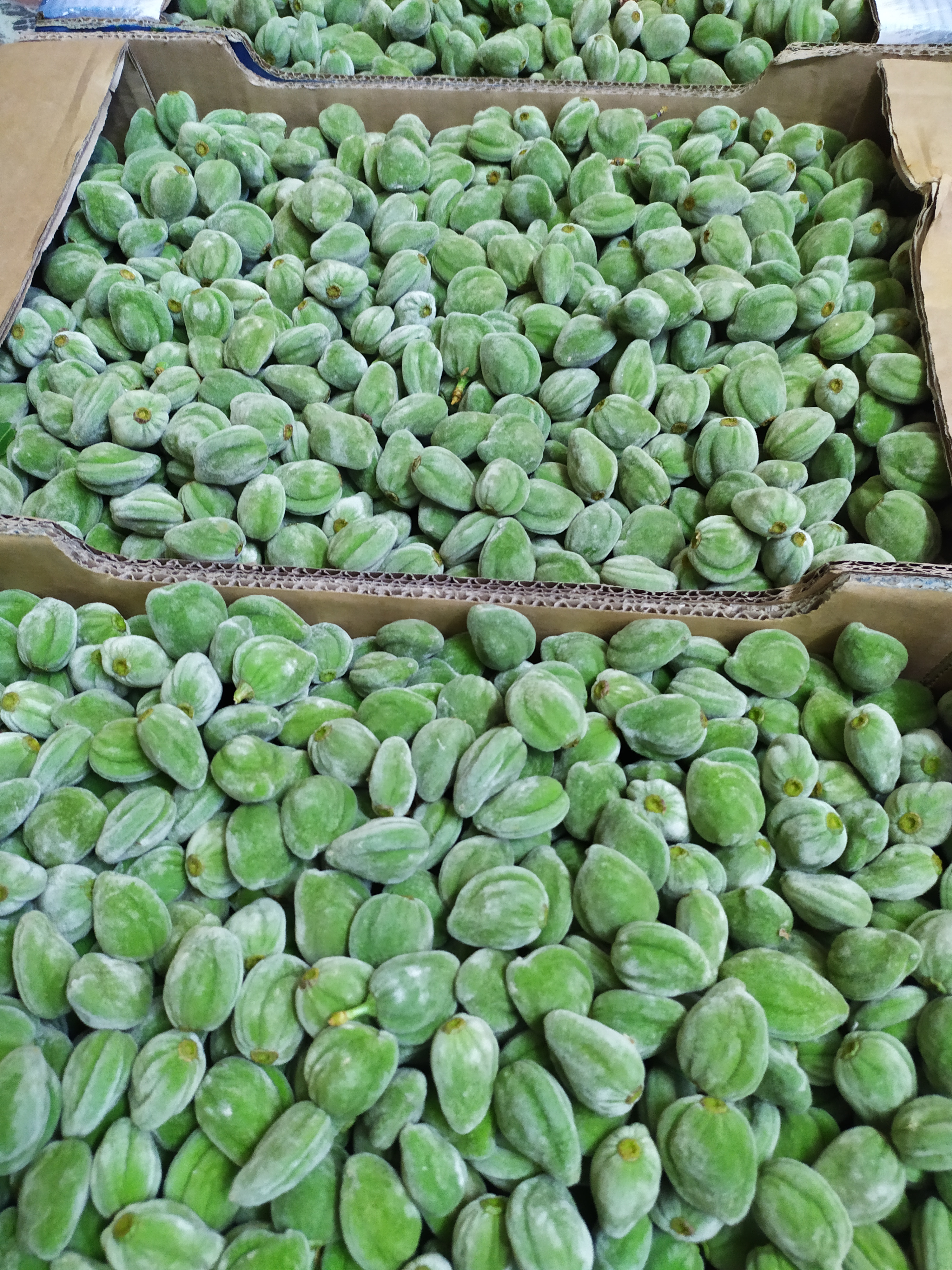
صور من موسم قطف ثمار اللوز الأخضر في فلسطين

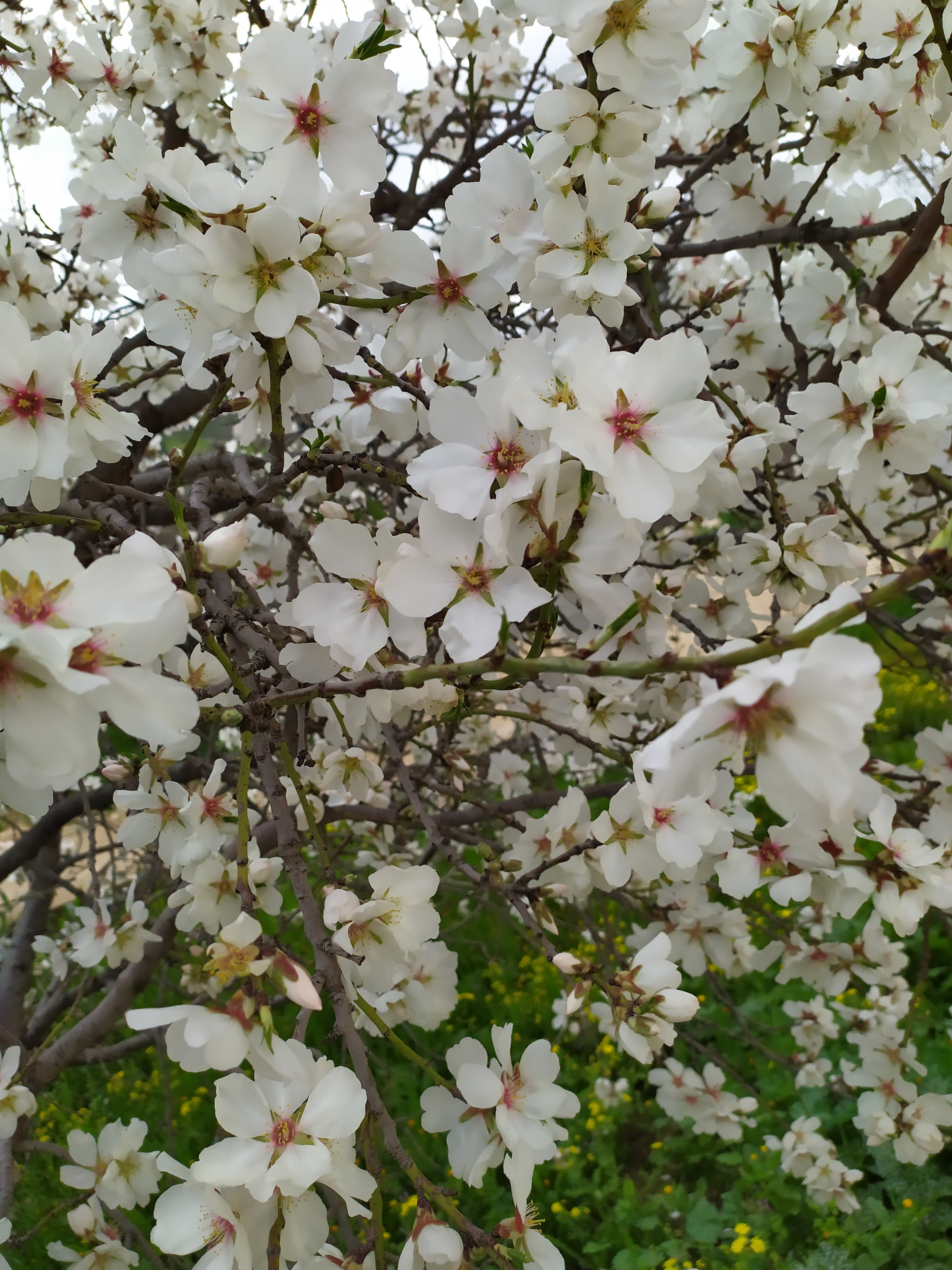
ازهار أشجار اللوز

اللوزيات (بالإنجليزية: Amygdaleae) مجموعة من الأشجار الصغيرة تنتمي للفصيلة الوردية وتضم أنواعاً مثل اللوز المشمش الخوخ الكرز الدراق النكتارين.